# Till und Obel
Till & Obel waren von 1985 bis 2000 ein deutschlandweit erfolgreiches Comedy-Trio, bestehend aus Klaus „Magic“ Rüter (Keyboard, ab 1994 ersetzt durch Volker Wendland), Andreas Obering und Till Hoheneder, alle drei gebürtig aus Hamm in Westfalen.
Unterstützt von ihrem Keyboarder zeichneten sich Till und Obels musikalischen Bühnenprogramme durch Parodien und Coverversionen von internationalen Rockstars aus. Nach ihrer Gründung 1985 wuchs ihr Bekanntheitsgrad schnell über den regionalen Raum hinaus. Nach einem Auftritt im Kölner Sprungbretttheater im Jahr 1990 folgten weitere Fernsehauftritte bei ZDF und RTL, 1991 erhielten sie dann ihre eigene Fernsehshow bei RTL: "Die Till & Obel-Show". 1993 trennte sich das Trio vorübergehend, ab 1994 setzten Till und Obel ihre Koproduktion fort, jetzt mit dem Keyboarder Volker Wendland. 1996 waren Till & Obel die ersten Comedians, die im Rockpalast auftraten. Nach über 1000 Live-Auftritten kam es im Jahr 2000 zur endgültigen Trennung der Gruppe.

## Bühnenprogramme
- Denn sie wissen nicht, was sie tun (1986)
- Jasicha!?! (1989)
- Keine Gnade ‘92-‘95 (1992)
- Die Rückkehr der Jodelritter (1994)
- Uns Kann Keiner (1996)
- Mit Alles (1998)
- Die Drei Muskelkater (1999)

## Diskografie
- Weil ich der Kanzler bin (Single, BMG, 1994)
- Willkommen auf der blöden Seite der Macht (1995)
- Uns kann keiner (1996)
- Mit Alles – das Beste aus 14 Jahren (2000)